# Biška vas
Biška vas je naselje v Občini Mirna Peč. Skozi kraj teče reka Temenica. V vasi je kar nekaj znamenitosti, med njimi stara furmanska gostilna pri Špedalovih ter dvonadstropna kapelica v središču kraja.